# لوي جاك برنييه
لوي (لويس) جاك برنييه (بالفرنسية: Louis Jacques Bresnier) (1229 - 1286 ه‍ / 1814 - 1869 م) هو مستشرق فرنسي. أخذ العربية عن دي ساسي.

## آثاره
اقتصر نشاطه على تعليم العربية للفرنسيين ووضع الكتب المدرسية الخاصة بهذا التعليم، ومنها:
- «دروس عملية ونظرية في اللغة العربية». الجزائر 1855 Cours Pratique.
- «مختارات عربية أولية» 1852 Anthologie Arabe èlèmentaire.
- «منتخبات عربية» Chrèstomathie Arabe 1857.
- نشرة للنص العربي لكتاب «الآجرّومية» في النحو مع ترجمة فرنسية، 1866.
- «المبادئ الأولية للغة العربية»، 1867.
- «مبادئ الخط العربي»، 1855.[2]